# The Jersey International
The Jersey International, noto anche come AEGON Pro-Series Jersey per ragioni di sponsorizzazione, è stato un torneo professionistico maschile di tennis giocato sul cemento, che faceva parte dell'ATP Challenger Tour. Si svolgeva annualmente dal 2008 al 2010 sui campi del Les Ormes Indoor Tennis Centre a Saint Brélade, nell'isola di Jersey del Regno Unito.

## Albo d'oro

### Singolare
| Anno | Campione         | Finalista    | Punteggio      |
| ---- | ---------------- | ------------ | -------------- |
| 2010 | Jan Hernych      | Jan Minář    | 7–6(3), 6–4    |
| 2009 | Daniel Evans     | Jan Minář    | 6–3, 6–2       |
| 2008 | Adrian Mannarino | Andreas Beck | 7–6(4), 7–6(4) |

### Doppio
| Anno | Campioni                        | Finalisti                    | Punteggio        |
| ---- | ------------------------------- | ---------------------------- | ---------------- |
| 2010 | Rohan Bopanna Ken Skupski (2)   | Jonathan Marray Jamie Murray | 6–2, 2–6, [10–6] |
| 2009 | Eric Butorac Travis Rettenmaier | Colin Fleming Ken Skupski    | 6–4, 6–3         |
| 2008 | Colin Fleming Ken Skupski (1)   | Chris Guccione Marcio Torres | 6–3, 6–2         |